# Konstadínos Filippídis
Konstadínos Filippídis (in greco Κωνσταντίνος Φιλιππίδης?; Atene, 26 novembre 1986) è un astista greco.

## Progressione

### Salto con l'asta
| Stagione | Misura | Luogo         | Data      | Rank. Mond. |
| -------- | ------ | ------------- | --------- | ----------- |
| 2013     | 5,82 m | Doha          | 10-5-2013 | 7º          |
| 2012     | 5,80 m | Losanna       | 23-8-2012 | 7º          |
| 2011     | 5,75 m | Taegu         | 29-8-2011 | 8º          |
| 2010     | 5,55 m | Rottach-Egern | 4-7-2010  | 42º         |
| 2009     | 5,65 m | Leiria        | 21-6-2009 | 35º         |
| 2006     | 5,55 m | La Canea      | 17-7-2006 | 56º         |
| 2005     | 5,75 m | Smirne        | 18-8-2005 | 17º         |
| 2004     | 5,50 m | La Canea      | 28-5-2004 | 88º         |
| 2003     | 5,22 m | Trikala       | 14-6-2003 |             |

### Salto con l'asta indoor
| Stagione | Misura | Luogo      | Data      | Rank. Mond. |
| -------- | ------ | ---------- | --------- | ----------- |
| 2014     | 5,80 m | Sopot      | 8-3-2014  | 4º          |
| 2013     | 5,83 m | Linz       | 31-1-2013 | 3º          |
| 2012     | 5,75 m | Istanbul   | 18-2-2012 | 8º          |
| 2011     | 5,72 m | Paiania    | 20-2-2011 | 8º          |
| 2010     | 5,70 m | Manchester | 16-1-2010 | 16º         |
| 2007     | 5,10 m | Paiania    | 3-2-2007  |             |
| 2005     | 5,61 m | Paiania    | 29-1-2005 | 24º         |
| 2004     | 5,40 m | Paiania    | 28-2-2004 |             |

## Palmarès
| Anno | Manifestazione          | Sede           | Evento           | Risultato | Prestazione | Note                                     |
| ---- | ----------------------- | -------------- | ---------------- | --------- | ----------- | ---------------------------------------- |
| 2004 | Mondiali juniores       | Grosseto       | Salto con l'asta | 4º        | 5,35 m      |                                          |
| 2005 | Europei indoor          | Madrid         | Salto con l'asta | 9º (q)    | 5,60 m      |                                          |
| 2005 | Giochi del Mediterraneo | Almería        | Salto con l'asta | Oro       | 5,60 m      |                                          |
| 2005 | Europei juniores        | Kaunas         | Salto con l'asta | Argento   | 5,45 m      |                                          |
| 2005 | Mondiali                | Helsinki       | Salto con l'asta | 14º (q)   | 5,45 m      |                                          |
| 2005 | Universiadi             | Smirne         | Salto con l'asta | Argento   | 5,75 m      | Record nazionale                         |
| 2006 | Europei                 | Göteborg       | Salto con l'asta | 26º (q)   | 5,35 m      |                                          |
| 2009 | Universiadi             | Belgrado       | Salto con l'asta | 9º        | 5,15 m      |                                          |
| 2009 | Mondiali                | Berlino        | Salto con l'asta | 15º (q)   | 5,55 m      |                                          |
| 2010 | Mondiali indoor         | Doha           | Salto con l'asta | 4º        | 5,65 m      |                                          |
| 2010 | Europei                 | Barcellona     | Salto con l'asta | 21º (q)   | 5,40 m      |                                          |
| 2011 | Europei indoor          | Parigi         | Salto con l'asta | 5º        | 5,61 m      |                                          |
| 2011 | Mondiali                | Taegu          | Salto con l'asta | 6º        | 5,75 m      | =                                        |
| 2012 | Mondiali indoor         | Istanbul       | Salto con l'asta | 7º        | 5,70 m      |                                          |
| 2012 | Europei                 | Helsinki       | Salto con l'asta | 5º        | 5,72 m      | Miglior prestazione personale stagionale |
| 2012 | Giochi olimpici         | Londra         | Salto con l'asta | 6º        | 5,65 m      |                                          |
| 2013 | Europei indoor          | Göteborg       | Salto con l'asta | 4º        | 5,76 m      |                                          |
| 2013 | Mondiali                | Mosca          | Salto con l'asta | 10º       | 5,65 m      |                                          |
| 2014 | Mondiali indoor         | Sopot          | Salto con l'asta | Oro       | 5,80 m      | Miglior prestazione personale stagionale |
| 2014 | Europei                 | Zurigo         | Salto con l'asta | 7º        | 5,60 m      |                                          |
| 2015 | Europei indoor          | Praga          | Salto con l'asta | 5º        | 5,75 m      | Miglior prestazione personale stagionale |
| 2015 | Mondiali                | Pechino        | Salto con l'asta | 25º (q)   | 5,55 m      |                                          |
| 2016 | Mondiali indoor         | Portland       | Salto con l'asta | 7º        | 5,65 m      |                                          |
| 2016 | Europei                 | Amsterdam      | Salto con l'asta | 7º        | 5,30 m      |                                          |
| 2016 | Giochi olimpici         | Rio de Janeiro | Salto con l'asta | 7º        | 5,50 m      |                                          |
| 2017 | Europei indoor          | Belgrado       | Salto con l'asta | Argento   | 5,85 m      | Record nazionale                         |
| 2018 | Mondiali indoor         | Birmingham     | Salto con l'asta | 7º        | 5,70 m      |                                          |
| 2018 | Europei                 | Berlino        | Salto con l'asta | 6º        | 5,75 m      |                                          |
| 2019 | Europei indoor          | Glasgow        | Salto con l'asta | Finale    | nm          |                                          |
| 2019 | Mondiali                | Doha           | Salto con l'asta | 13º (q)   | 5,70 m      |                                          |
| 2021 | Europei indoor          | Toruń          | Salto con l'asta | 11º (q)   | 5,50 m      |                                          |
| 2021 | Giochi olimpici         | Tokyo          | Salto con l'asta | 22º (q)   | 5,50 m      |                                          |